# Mohd Rizal Tisin
Mohd Rizal Tisin (nascido em 20 de junho de 1984) é um ex-ciclista de pista malaio.
Representou seu país, Malásia, no ciclismo nos Jogos Olímpicos de Verão de 2008, terminando na sétima posição.